# Bois-Herpin
Bois-Herpin  [bwa ɛʁpɛ̃] je francouzská obec v departementu Essonne v regionu Île-de-France.

## Poloha
Bois-Herpin se nachází asi 55 km jihozápadně od Paříže. Obklopují ji obce La Forêt-Sainte-Croix na severu a severozápadě, Puiselet-le-Marais na severovýchodě, Mespuits na východě a jihovýchodě, Roinvilliers na jihu, Abbéville-la-Rivière na jihozápadě a Marolles-en-Beauce na západě.

## Vývoj počtu obyvatel
Počet obyvatel